# Athetis improbabilis
Athetis improbabilis är en fjärilsart som beskrevs av Emilio Berio 1966/67. Athetis improbabilis ingår i släktet Athetis och familjen nattflyn. Inga underarter finns listade i Catalogue of Life.